# Aksel Jensen (atlet)
 Der er flere personer med dette navn, se Aksel Jensen.
Aksel Georg Jensen "Den smilende fynbo" (17. september 1899 i Odense – 20. august 1968 i Odense) var en dansk atlet og snedker.
Aksel Jensen meldte sig ind i Odense Fodsportsforening 1915, men klubben blev imidlertid opløst samme år. Derefter var han hele resten af sit liv medlem af Odense Gymnastikforening. Han vandt sit første løb i 1916, og i årene derefter vandt han ikke færre end 111 konkurrencer ud af 169.
Efter kun 2 1/2 år som løber stillede den unge Aksel Jensen kun to dage efter sin 19 års fødselsdag for første gang op i et maratonløb. Det skete ved "Danmarkspokalen", et løb mellem Helsingør og København, hvor han vandt efter et opgør med svenskeren Rudolf Wåhlin og Sofus Rose fra Sparta på tid 2.41,10 for de 40,2 km, som var den officielle distance i Danmark på det tidspunkt. Han udviklede sig hurtigt til at blive et stort navn på maratondistancen, og i 1920 vandt han igen “Danmarkspokalen” i 2.34,18, og på hjemmebane i Odense vandt han i tiden 2.31,33. Desuden blev han for første gang dansk mester i 2.37,08 i København. Han kunne således notere sig fire sejre i fire gennemførte maratonløb. Han deltog samme år i OL i Antwerpen men han måtte udgå med maveonde fem kilometer før mål med udsigt til en bronzemedalje. I 1921 vandt Aksel Jensen tre maratonløb ud af tre mulige, og året efter blev det til hans sjette sejr i træk, da han vandt et løb i Vejle i tiden 2.42,35. Efter en indsamling blandt OGFs medlemmer kunne han rejse til London for at deltage i “Polytechnic Harriers Marathon” arrangeret af sportsbladet “Sporting Life”. Løbet regnedes dengang for at være det uofficielle verdensmesterskab på distancen. Aksel Jensen besatte 3. pladsen i løbet. Han sikrede sig yderligere sejren ved DM i København, men måtte se sig besejret en minut og fem sekunder ved Københavns Atletik Forbunds løb i september, hvor svenskeren Gustav Kinn sejrede i 2.33,00. Sæsonen 1923, som skulle vise sig at blive Aksel Jensens allerbedste. Han satte 3. juni uofficiel verdensrekord i 20 km løb med tiden 1.06,57, og 13 dage senere var han igen til start i "Polytechnic Harriers Marathon" i London. Denne gang vandt han og kom i mål hele 13 minutter og 10 sekunder foran favoritten og vinderen af de tre års foregående løb, briten Bobby Mills. Aksel Jensen kom ikke til at deltage i dette klassiske løb mere, men fortsatte med at løbe både i Danmark og udlandet. 
Det blev til yderligere en OL-start 1924 i Paris hvor han blev nummer 11 ud af 30 gennemførende i tiden 2.58.44. Størst succes fik han i det traditionelle "Quer durch Berlin" på 25 kilometer distancen, hvor han i 1925 opnåede en førsteplads. Karrieren afsluttede han ved i efteråret 1927 at vinde OGFs løb "Odense rundt" for niende gang. Aksel Jensen har skrevet sine erindringer i bogen "Femten Aar som Løber" (1927).
Aksel Jensen besluttede at lægge skoene på hylden 1927 for at koncentrere sig om familiens ligkistesnedkeri og begravelsesforretningen i Kongensgade, men fortsatte med at være træner og leder.
Aksel Jensen døde af efterveerne af et færdselsuheld i 1968.
"Aksel Jensen Løbet" blev etableret 1960'erne men stoppede i 1980'erne, blev genoplivet et årti senere og stoppede atter en gang. 2006 besluttede OGF så igen at genoplive løbet til minde om den legendariske Aksel Jensen.

## Danske mesterskaber
- Guld 1926 20 km 1:10.36,8
- Guld 1927 20km 1:10,13
- Guld 1922 Maraton 2:30,13
- Guld 1921 Maraton 2:51,45
- Guld 1920 Maraton 2:37,08